# Scartichthys gigas
El borracho (Scartichthys gigas) es una especie de pez de la familia Blenniidae en el orden de los Perciformes.

## Morfología
Los machos pueden llegar alcanzar los 22,2 cm de longitud total. Perfil anterior de la cabeza redondeado o muy convexo; coloración variable, con manchas reticuladas o 2 líneas o bandas a lo largo del cuerpo, una mancha oscura detrás del ojo y otra al comienzo de la aleta dorsal, entre la primera y tercera espinas dorsales, a veces manchas que pueden formar bandas verticales sobre el cuerpo, aleta dorsal con el borde blanco. Aleta anal con 16 radios; aleta dorsal larga y muy muesqueada; con una porción espinosa casi de igual longitud que la porción blanda; con 12 espinas y 16 a 18 radios. Cirros orbitales presentes. Piel lisa, sin escamas y rica en elementos glandulares secretores de mucina. Aletas ventrales de posición yugular reducidas a sencillos bastoncitos cartilaginosos. Los ejemplares juveniles tienes coloración variada, siendo la más común, la amarilla de fondo, con dos rayas horizontales oscuras y asociadas a éstas, innumerables manchas de un tono amarillo claro.

## Reproducción
Es ovíparo de puesta en sustrato.

## Hábitat
Es un pez de mar y de clima templado que vive entre 0-40 m de profundidad. Vive cerca de la costa en fondos rocosos de preferencia con abundantes algas. En Perú y Chile es uno de los peces más abundantes en el litoral y habitualmente se le encuentra en grietas de rocas cohabitando con crustáceos pequeños. Con frecuencia se le observa con un temperamento ansioso y territorial.

## Distribución geográfica
Se encuentra en el Pacífico oriental, desde Panamá hasta el norte de Chile. 